# Gor (Granada)
Gor ist eine Dorfgemeinde in der Provinz Granada im Südosten Spaniens. Das Ortszentrum liegt in einem Tal am Fuße des „Cerro de Gor“. Weitere Gemeindeortschaften sind Las Juntas, Las Viñas, Cenascuras, Los Balcones, La Rambla Valdiquín, Los Corrales, El Royo Serval und La Estación de Gorafe.

## Geschichte
Gor war in vorgeschichtlicher Zeit auf Grund des Wasserreichtums eine Zwischenstation zwischen Granada und den östlichen Regionen der Halbinsel. Deswegen hielten sich Menschen in der Gegend auf. Ausgrabungen in der Region belegen, dass hier der Neandertaler lebte. Vor allem fanden sich Reste aus der Jungsteinzeit wie Keramik, Pfeilspitzen, Steinäxte und Knochen, die auf die Jahre um 2500 v. Chr. datiert werden. Auch archäologische Funde aus dem 3., 4. und dem 5. Jahrhundert v. Chr. zeigen, dass die Gegend zu dieser Zeit besiedelt war.
Aus der römischen Zeit fanden sich in der Gegend um Gor Reste der Via Hercúlea, später Via Augusta, sowie zahlreiche Reste von römischen Siedlungen (z. B. Cortijo Rodrigo, Cortijo de Nicolás etc.), in denen man Keramikfunde machte. Auch Kupfermünzen der Imperatoren Augustus, Claudius und Konstantin wurden in der Gegend gefunden. 
Mitte des 6. Jahrhunderts wurde die Zone von Byzantinern besetzt. Zwischen 589 und 610 waren die Gebiete von Basti (Baza) und Acci (Guadix) häufig Kampfplätze, auf denen sich die Byzantiner und Westgoten bekriegten. Die Westgoten konnten schließlich die feindlichen Byzantiner zwischen Guadix und Baza aufhalten und markierten somit eine Grenze in dieser Zone. In den Jahren zwischen 612 und 621 wurden die Byzantiner endgültig aus der Gegend verdrängt.
Im Jahr 713 zog Abd Al-Aziz als arabischer Eroberer des Südostens Hispanias in Gor ein.
In vielen arabischen Schriften aus dem 12. und 13. Jahrhundert ist dieser Einzug dokumentiert und benennt die von Guadix abhängige Burgfestung mit Gun oder Gur. Nach dem Einzug Al-Aziz wurde Gor von den nasridischen Emiren beherrscht und diente als Festung unter dem Reich Granadas. Zwischen 1427 und 1428 verkaufte der Statthalter Muhammad Ben Muhammad Al-Juljal im Namen des nasridischen Königs von Granada die Länder der Festung Gor an die Einwohner. Zum Ende der nasridischen Herrschaft und der fast kompletten Zurückeroberung Spaniens (Reconquista) war Gor nur noch von 30 – 40 Personen bewohnt. Die meisten Bewohner waren aus Angst des bevorstehenden Krieges mit den spanischen Katholiken nach Guadix gezogen sind. Gor wurde zu dieser Zeit vom Stadtherren Abrahan el Bor regiert, der Repräsentant des nasridischen Führers aus Guadix war. 
Nachdem Guadix am 30. Dezember 1489 von den spanischen Königen eingenommen wurde und Gor auf Grund seiner territorialen Lage, zwischen Baza und Guadix, schwer zu verteidigen war, übergab der letzte nasridische Stadtherr den Ort an die spanischen Rückeroberer. Aufgrund der freiwilligen Übergabe durfte der Stadtherr weiter das Dorf führen, bis er sich entschloss auszuwandern. Dieses Ereignis war so bedeutsam, dass es 1490 in der Kathedrale von Toledo im Chorgestühl in einen Holzschnitt als die Reconquista (Zurückeroberung) Granadas festgehalten wurde. 1558 wurde in Gor die Kirche erbaut und das Dorf wuchs an. Es wurde rund um das alte arabische Viertel erweitert. Seitdem das Land von den spanischen Königen eingenommen wurde lebten die Nasriden und Katholiken friedlich miteinander, bis die Morisken im Jahr 1570, die 90 Prozent der Einwohner ausmachten, vertrieben wurden. Kurze Zeit später um 1571 folgte die Neubesiedlung Gors. Auch 20 Jahre später wurde die Einwohnerzahl, die im Jahre 1590 bei 320 lag vor der Vertreibung der Morisken nicht erreicht. Fortan herrschten die Nachkommen der spanischen Könige aus Kastilien in Gor. Diese brachten die so genannten „encierros“ Stierläufe und „corridas de toros“ Stierkämpfe nach Gor. Sie dienten der Belustigung und Unterhaltung und werden bereits in Dokumenten aus dem Jahr 1622 in Gor erwähnt. Die encierros in Gor, die ursprünglich den Sinn hatten die Stiere in die Arena zu locken, gelten als eine der ältesten encierros Spaniens.
Im Jahr 1810 zogen die französischen Truppen von Napoleon Bonaparte in Gor ein und besetzen es. Mehr als zwei Jahre besetzten die Franzosen das gesamte Gebiet.
1826 zählte man in Gor 1546 Einwohner, womit die Bevölkerungsdichte deutlich zugenommen hatte seit der Neubesiedlung.

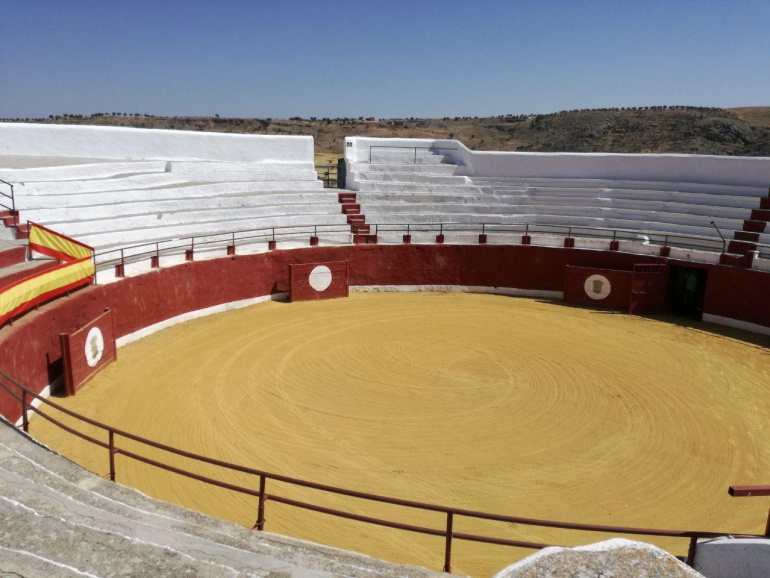
Stierkampfarena

Seine Blütezeit erreichte Gor im Jahre 1940, als der Ort 6400 Einwohner hatte. Die Einwohnerzahl verringerte sich wieder beträchtlich ab den 1960er Jahren, als viele Einwohner auf Grund der schlechten wirtschaftlichen Lage auf dem Lande ab- und auswanderten. In den 1950er Jahren wurden fast alle Reste der nasridischen Festung an die Stadt Granada verkauft. Die einstige Festung ist heute eine Stierkampfarena, in der jährlich die traditionellen Corridas de toros (Stierkämpfe) stattfinden. Die Grundmauern der Türme stehen noch heute und sind unter Denkmalschutz gestellt.